# ثيستونا
بلدية ثيستونا (بالإسبانية: Cestona) هي بلدية تقع في مقاطعة غيبوثكوا التابعة لمنطقة إقليم الباسك شمال إسبانيا.

## الديموغرافيا
يبلغ عدد سكان بلدية ثيستونا 3.655 نسمة عام 2011 (وفقاً للمعهد الوطني للإحصاء الإسباني).
| 3.252 | 3.182 | 3.124 | 3.220 | 3.410 | 3.479 | 3.655 |

## أعلام
- ايتور أوسا